# Sphingobium
Sphingobium é um género de alfaproteobactérias classificado na ordem Sphingomonadales. O género foi criado a partir da subdivisão do antigo género Sphingomonas. São diferentes doutras esfingomonas em que geralmente se isolam do solo; no entanto, o Sphingobium yanoikuyae foi isolado de um espécime clínico. Podem degradar diversos compostos químicos que cheguem ao meio ambiente, como compostos aromáticos e cloroaromáticos, entre eles fenóis como o nonilfenol e o pentaclorofenol, herbicidas como o ácido (RS)-2-(4-cloro-2-metilfenoxi) propiónico e o Hexaclorocicloexano, e hicrocarbonetos aromáticos policíclicos. A espécie-tipo é S. yanoikuyae, cujo genoma foi sequenciado, e descreveram-se numerosas espécies neste género.